# Ferit Şahenk

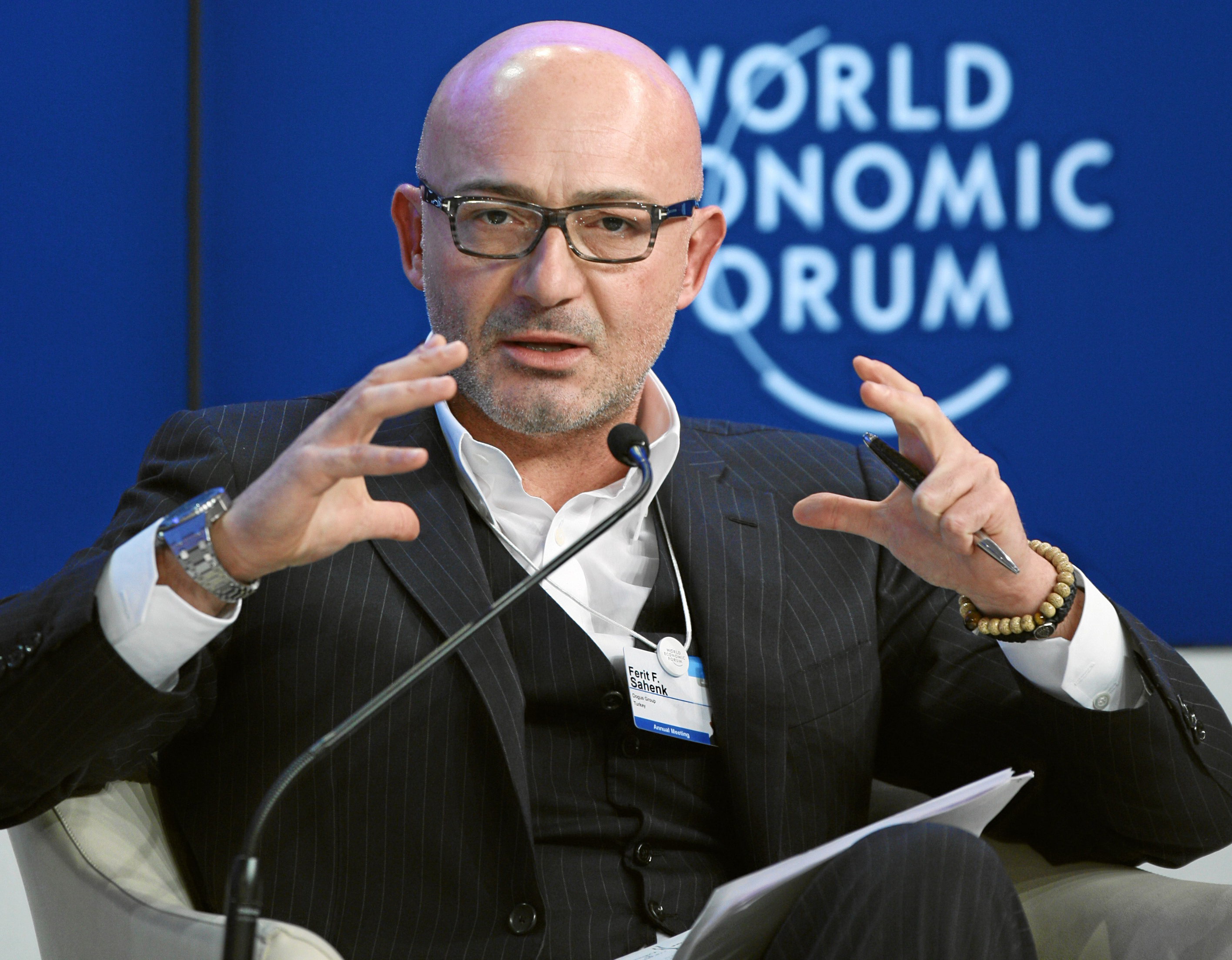
Ferit Şahenk (2012)

Ferit Şahenk (* 1964 in Niğde) ist ein türkischer Unternehmer.

## Leben
Sein Vater war der türkische Unternehmer Ayhan Şahenk. Şahenk besuchte The American School In Switzerland (TASIS) in der Schweiz und studierte am Boston College in Boston, Vereinigte Staaten. Nach seinem Studienende im Jahre 1989 kehrte er in die Türkei zurück und arbeitete zunächst in der Garanti Bank, die zur Doğuş Holding gehört. Nach dem Tod seines Vaters übernahm er die Leitung der Doğuş Holding. Nach Angaben des US-amerikanischen Forbes Magazine gehört Şahenk zu den reichsten Türken und ist in The World’s Billionaires gelistet. Şahenk ist verheiratet und hat ein Kind.
| Personendaten    | Personendaten                     |
| ---------------- | --------------------------------- |
| NAME             | Şahenk, Ferit                     |
| ALTERNATIVNAMEN  | Şahenk, Ferit Faik; Sahenk, Ferit |
| KURZBESCHREIBUNG | türkischer Unternehmer            |
| GEBURTSDATUM     | 1964                              |
| GEBURTSORT       | Niğde, Türkei                     |